# Cazères
Cazères – miejscowość i gmina we Francji, w regionie Oksytania, w departamencie Górna Garonna.
Według danych na rok 1990 gminę zamieszkiwało 3155 osób, a gęstość zaludnienia wynosiła 161 osób/km² (wśród 3020 gmin regionu Midi-Pyrénées Cazères plasuje się na 108. miejscu pod względem liczby ludności, natomiast pod względem powierzchni na miejscu 570.).